# 武遂県
武遂県（ぶすい-けん）は中華人民共和国河北省にかつて存在した県。現在の衡水市武強県北西部に位置する。
前漢により設置された武隧県を前身とする。後漢により武遂県と改称された。南北朝時代、北斉により廃止された。